# Landtagswahlkreis Göppingen
Der Wahlkreis Göppingen (Wahlkreis 10) ist ein Landtagswahlkreis in Baden-Württemberg. Er umfasste bei der Landtagswahl 2021 die Gemeinden Adelberg, Birenbach, Börtlingen, Ebersbach an der Fils, Eislingen/Fils, Göppingen, Rechberghausen, Schlierbach, Uhingen, Wäschenbeuren und Wangen aus dem Landkreis Göppingen sowie die Gemeinde Reichenbach an der Fils aus dem Landkreis Esslingen.
Die Grenzen der Landtagswahlkreise wurden nach der Kreisgebietsreform von 1973 zur Landtagswahl 1976 grundlegend neu zugeschnitten und seitdem nur punktuell geändert. Die ungleichmäßige Bevölkerungsentwicklung in den Landkreisen Göppingen und Esslingen führte zur Landtagswahl 2006 zu einer ersten Änderung im Zuschnitt des Wahlkreises Göppingen. Die Gemeinden Eschenbach und Heiningen wurden dem Wahlkreis Geislingen zugeordnet, dafür kam die Gemeinde Reichenbach an der Fils aus dem Wahlkreis Kirchheim hinzu. Seit der Landtagswahl 2011 gehören die Gemeinden Albershausen, Ottenbach und Schlat zum Wahlkreis Geislingen.

## Wahl 2021
Die Landtagswahl 2021 hatte im Wahlkreis Göppingen dieses Ergebnis:
| Direktkandidat                    | Partei       | Stimmen in % | Landtagswahl 2016 Stimmen in % |
| --------------------------------- | ------------ | ------------ | ------------------------------ |
| Ayla Cataltepe                    | Grüne        | 28.8         | 29,1                           |
| Sarah Schweizer                   | CDU          | 26,5         | 23,4                           |
| Hans-Jürgen Goßner                | AfD          | 12,3         | 17,4                           |
| Sabrina Hartmann                  | SPD          | 12,3         | 14,8                           |
| Heidi Nader                       | FDP          | 8,9          | 8,3                            |
| Joachim Kalitowski                | Die Linke    | 2,1          | 2,1                            |
| Manfred Freiherr von Campenhausen | ÖDP          | 0,6          | 0,5                            |
| Sebastian Grieb                   | Die PARTEI   | 1,6          | 0,8                            |
| Andreas Cerrotta                  | Freie Wähler | 4,1          | –                              |
| Elke Krause                       | dieBasis     | 1,0          | –                              |
| Daniel Wagner                     | KlimalisteBW | 0,8          | –                              |
| Sabine Reichert                   | WiR2020      | 0,7          | –                              |
| Tobias Breyer                     | Volt         | 0,3          | –                              |

## Wahl 2016
Die Landtagswahl 2016 hatte folgendes Ergebnis:
| Direktkandidat           | Partei     | Stimmen in % | Landtagswahl 2011 Stimmen in % |
| ------------------------ | ---------- | ------------ | ------------------------------ |
| Alexander Maier          | Grüne      | 29,1         | 22,0                           |
| Simon Weißenfels         | CDU        | 23,4         | 38,0                           |
| Heinrich Fiechtner       | AfD        | 17,4         | —                              |
| Peter Hofelich           | SPD        | 14,8         | 26,4                           |
| Martin Kaess             | FDP        | 08,3         | 04,7                           |
| Christian Stähle         | LINKE      | 02,1         | 03,2                           |
| Rainer Schindler         | ALFA       | 01,8         | —                              |
| Julian Beier             | PIRATEN    | 00,8         | 2,4                            |
| Christian Treder         | Die PARTEI | 00,8         | —                              |
| Manfred von Campenhausen | ödp        | 00,5         | 00,8                           |
| Michael Österle          | NPD        | 00,5         | 01,2                           |
| Karl Seitz               | REP        | 00,4         | 01,3                           |

## Wahl 2011
Die Landtagswahl 2011 hatte folgendes Ergebnis:
| Direktkandidat        | Partei   | Stimmen in % | Landtagswahl 2006 Stimmen in % |
| --------------------- | -------- | ------------ | ------------------------------ |
| Dietrich Birk         | CDU      | 38,0         | 43,9                           |
| Peter Hofelich        | SPD      | 26,4         | 29,3                           |
| Jörg Fritz            | Grüne    | 22,0         | 09,1                           |
| Antje Spoddig-de Boer | FDP      | 04,7         | 09,2                           |
| Christian Stähle      | LINKE    | 03,2         | WASG: 3,6                      |
| Stefan Klotz          | PIRATEN  | 02,4         | —                              |
| Michael Beier         | NPD      | 01,2         | 01,4                           |
| Karl-Heinz Bok        | ödp      | 00,8         | 00,5                           |
| Wilhelm Plesetz       | REP      | 01,3         | 03,0                           |
| —                     | Sonstige | —            | —                              |

## Abgeordnete seit 1976
Bei den Landtagswahlen in Baden-Württemberg hat jeder Wähler nur eine Stimme, mit der sowohl der Direktkandidat als auch die Gesamtzahl der Sitze einer Partei im Landtag ermittelt werden. Dabei gibt es keine Landes- oder Bezirkslisten, stattdessen werden zur Herstellung des Verhältnisausgleichs unterlegenen Wahlkreisbewerbern Zweitmandate zugeteilt.
Den Wahlkreis Göppingen vertraten seit 1976 folgende Abgeordnete im Landtag:
| Partei | Art des Mandats | Gewählte |
| ------ | --------------- | --- |
| CDU    | Erstmandat      | Fritz Frey 1976 Roman Herzog 1980, Mandat niedergelegt zum 4. Oktober 1983 Josef Wilhelm Hauser, nachgerückt am 5. Oktober 1983; 1984, verstorben am 12. August 1984 Dieter Remppel, nachgerückt im August 1984; 1988, 1992 Dietrich Birk 1996, 2001, 2006, 2011, Mandat niedergelegt am 31. Dezember 2013 Jutta Schiller, nachgerückt am 1. Januar 2014 |
| CDU    | Zweitmandat     | Sarah Schweizer 2021 |
| GRÜNE  | Erstmandat      | Alexander Maier 2016, Mandat niedergelegt am 31. Dezember 2020 Christine Lipp-Wahl, nachgerückt am 1. Januar 2021 Ayla Cataltepe 2021 (ab 2024 CDU) |
| GRÜNE  | Zweitmandat     | Jörg Fritz 2011 |
| SPD    | Zweitmandat     | Frieder Birzele 1976, 1980, 1984, 1988, 1992, 1996, 2001 Peter Hofelich 2006, 2011, 2016 |
| AfD    | Zweitmandat     | Heinrich Fiechtner 2016 (ab 2017 parteilos) Hans-Jürgen Goßner 2021, Mandat niedergelegt am 31. März 2025 Sandro Scheer, nachgerückt am 1. April 2025 |
| REP    | Zweitmandat     | Max Reimann 1992 |